# Charlesworth-Kliffs
Die Charlesworth-Kliffs sind eine Reihe von Felsenkliffs im ostantarktischen Coatsland. Sie ragen nahe dem nördlichen Ende des zentralen Gebirgskamms der Herbert Mountains in der Shackleton Range auf.
Luftaufnahmen entstanden 1967 durch die United States Navy. Der British Antarctic Survey nahm von 1968 bis 1971 Vermessungen vor. Das UK Antarctic Place-Names Committee benannte die Kliffs am 5. Januar 1972 nach dem britischen Geologen John Kaye Charlesworth (1889–1972) von der Queen’s University Belfast.